# マイケル・キネーン
マイケル・キネーン（Michael Kinane, 1959年6月22日 - ）はアイルランドの元騎手である。
ティペラリー県出身。香港における名前の中文表記は「靳能」。
20年以上に渡りアイルランド、イギリス、フランスのクラシック競走で活躍し、2000ギニーは3度、エプソムダービーを3回、そしてアメリカ合衆国でもベルモントステークスに勝った世界を代表する名騎手のひとりである。1988年から2004年の間に12回アイルランドリーディングジョッキーになっている。
父トミー・キネーンは騎手で、1978年のチャンピオンハードルをモンクスフィールドで制したナショナルハント（イギリス・アイルランドの障害競走のこと）のリーディングジョッキーである。

## 略歴
1975年、アイルランドの調教師リアム・ブラウンに弟子入り。同年3月19日にレパーズタウン競馬場で初勝利。1978年にアイルランドの見習騎手チャンピオンとなる。
1982年にアイリッシュ2000ギニーをダラモナークで優勝しクラシック初制覇。1984年からはダーモット・ウェルド、1998年からはエイダン・オブライエン、2004年からはジョン・オックスと主戦騎手の契約を交わしており、他ジョン・マグナー、香港のデヴィッド・オートン厩舎とも関係が深い。ロンシャン競馬場やエプソム競馬場の大舞台を得意としている。
1999年エルコンドルパサーが凱旋門賞に出走した際にはモンジューで、2005年ゼンノロブロイがインターナショナルステークスに出走した際にはエレクトロキューショニストで、それぞれ海外遠征した日本馬を打ち負かしていることで知られる。そのためジャパン・キラーの異名を持つ。ただし日本馬に乗るとなかなか勝てない。(例外は1999年阪神3歳牝馬ステークスのヤマカツスズラン)
日本の競馬雑誌『サラブレ』において、日本のGI競走に関する評論を行っていた。
2007年、12月19日に自身初となる日本中央競馬会の短期免許を12月22日と12月23日の2日間だけ取得したことが発表された。身元引き受けは堀宣行厩舎と吉田和美オーナーで、第52回有馬記念では堀厩舎所属で吉田の所有馬であるロックドゥカンブに騎乗した。同レースには初参戦であったが、結果は4着であった。
2009年凱旋門賞をシーザスターズで制し同レース3度目の制覇を成し遂げた。
同年12月、現役引退を表明した。

## 主な勝鞍

### アイルランド
- アイリッシュ1000ギニー - Trusted Partner（1988年）、Yesterday（2003年）、Saoire（2005年）
- アイリッシュ2000ギニー - Dara Monarch（1982年）、Flash of Steel（1986年）、Rock of Gibraltar（2002年）
- アイリッシュオークス - Alydaress（1989年）、Dance Design（1996年）
- アイリッシュセントレジャー - Vintage Crop（1993年、1994年連覇）、Kastoria（2006年）、Alandi（2009年）
- アイリッシュダービー - Galileo（2001年）、 High Chaparral（2002年）
- アイリッシュチャンピオンステークス - Carroll House（1989年）、Cezanne（1994年）、Pilsudski（1997年）、 Giant's Causeway（2000年）、 High Chaparral（2003年）、Azamour（2004年）、Sea The Stars（2009年）
- タタソールズゴールドカップ - Cockney Lass（1987年）、Prince of Andros（1995年）、Definite Article（1996年）、Dance Design（1996年）、Montjeu（2000年）、Black Sam Bellamy（2003年）
- ナショナルステークス - Definite Article（1994年）、Mus-If（1998年）、Hawk Wing（2001年）、One Cool Cat（2003年）
- フェニックスステークス - King Persian（1983年）、Fasliyev（1999年）、 Minardi（2000年）、Johannesburg（2001年）、One Cool Cat（2003年）
- プリティーポリーステークス - Market Booster（1992年）、Dance Design（1996年、1997年連覇）
- メイトロンステークス - Eternal Reve （1994年）、Clerio（1997年）
- モイグレアスタッドステークス - Flutter Away（1987年）、Quarter Moon（2001年）、Necklace（2003年）

### イングランド
- 2000ギニーステークス - Tirol（1990年）、Entrepreneur（1997年）、King of Kings（1998年）、Sea The Stars（2009年）
- アスコットゴールドカップ - Classic Cliche（1996年）、Kayf Tara（2000年）、Yeats（2007年）
- エクリプスステークス - Opera House（1993年）、Pilsudski（1997年）、Hawk Wing（2002年）、Sea The Stars（2009年）
- エプソムダービー - Commander in Chief（1993年）、Galileo（2001年）、Sea The Stars（2009年）
- オークスステークス - Shahtoush（1998年）、Imagine（2001年）
- インターナショナルステークス - Giant's Causeway（2000年）、Electrocutionist（2005年）、Sea The Stars（2009年）
- キングジョージ6世&クイーンエリザベスステークス - Belmez（1990年）、King's Theatre（1994年）、Montjeu（2000年）、Galileo（2001年）、Azamour（2005年）
- クイーンアンステークス - Alflora（1993年）、Barathea（1994年）、Charnwood Forest（1996年）
- クイーンエリザベス2世ステークス - George Washington（2006年）
- ゴールデンジュビリーステークス - Big Shuffle（1987年）、Cape of Good Hope（2005年）
- コロネーションカップ - Scorpion（2007年）
- コロネーションステークス - Kissing Cousin（1993年）、Sophisticat（2002年）
- サセックスステークス - Among Men（1998年）、Giant's Causeway（2000年）、Rock of Gibraltar（2002年）、Proclamation（2005年）
- ジュライカップ - Stravinsky（1999年）、Mozart（2001年）
- セントレジャーステークス - Milan（2001年）
- チェヴァリーパークステークス - Blue Duster（1995年）、Donna Blini（2005年）
- チャンピオンステークス - Pilsudski（1997年）
- デューハーストステークス - Rock of Gibraltar（2001年）
- ナンソープステークス - Stravinsky（1999年）、Mozart（2001年）
- ファルマスステークス - Sensation（1996年）
- フィリーズマイル - Reams of Verse（1996年）、Sunspangled（1998年）
- プリンスオブウェールズステークス - Lear Spear（1999年）、Azamour（2005年）
- ミドルパークステークス - Minardi（2000年）、Johannesburg（2001年）
- ヨークシャーオークス - Alexandrova（2006年）
- レーシングポストトロフィー - Saratoga Springs（1997年）
- ロッキンジステークス - Hawk Wing（2003年）

### フランス
- アベイ・ド・ロンシャン賞 - Committed（1985年）
- ヴェルメイユ賞 - Volvoreta（2000年）
- カドラン賞 - Alandi（2009年）
- クリテリウムドサンクルー - Alberto Giacometti（2002年）
- 凱旋門賞 - Carroll House（1989年）、Montjeu（1999年）、Sea the Stars（2009年）
- サラマンドル賞 - Giant's Causeway（1999年）
- ジャン・リュック・ラガルデール賞 - Second Empire（1997年）、Ciro（1999年）、Rock of Gibraltar（2001年）
- ムーラン・ド・ロンシャン賞 - Rock of Gibraltar（2002年）
- モーリス・ド・ゲスト賞 - Pursuit of Love（1992年）
- モルニ賞 - Orpen（1998年）、Fasliyev（1999年）、Johannesburg（2001年）* プール・デッセ・デ・プーラン - Landseer（2002年）
- プール・デッセ・デ・プーリッシュ - Rose Gypsy（2001年）
- フォレ賞 - Somnus（2004年）
- リュパン賞 - Ciro（2000年）

### イタリア
- グランクリテリウム - Sholokhov（2001年）、Spartacus（2002年）
- ジョッキークラブ大賞 - Black Sam Bellamy（2002年）
- デルビーイタリアーノ - In a Tiff（1992年）、Luso（1995年）
- パリオーリ賞 - Again Tomorrow（1985年）、Gay Burslem（1988年）
- ローマ賞 - Welsh Guide（1988年）

### ドイツ
- アラルポカル - Tel Quel（1992年）、Monsun（1993年）、Luso（1996年）
- バイエルンツフトレネン - Market Booster（1993年）

### スロバキア
- スロバキアダービー - Temirkanov（1998年）

### アメリカ
- セクレタリアトステークス - Ciro（2000年）
- ブリーダーズカップ・ジュヴェナイル - Johannesburg（2001年）
- ブリーダーズカップ・ターフ - High Chaparral（2002年、2003年連覇）
- ベルモントステークス - Go and Go（1990年）

### カナダ
- カナディアンインターナショナルステークス - Ballingarry（2002年）

### 日本
- ジャパンカップ - Pilsudski（1997年）
- 阪神3歳牝馬ステークス - ヤマカツスズラン（1999年）

### 香港
- クイーンエリザベス2世カップ - Deerfield（1994年）、Red Bishop（1995年）、Viva Pataca（2007年）
- チャンピオンズマイル - Able One（2007年）
- 香港ヴァーズ - Luso（1997年）
- 香港カップ - Precision（2002年）
- 香港ゴールドカップ - Idol（2001年）
- 香港スチュワーズカップ - Sound Print（1992年）
- 香港ダービー - Sound Print（1992年）、Che Sara Sara（1996年）
- 香港チャンピオンズ&チャターカップ - Viva Pataca（2006年、2007年連覇）
- 香港マイル - Additional Risk（1991年）、Winning Partners（1993年）

### インド
- インド1000ギニー - Nauvkhal（1986年）
- インド2000ギニー - Eversun（1984年）、Sir Bruce（1985年）
- インドオークス - Revelation（1985年）、Silver Haven（1986年）、Golden Treasure（1990年）
- インドダービー - Sir Bruce（1986年）、Cordon Bleu（1988年）、HotStepper（2008年）
- カルカッタ1000ギニー - Wheels（1983年）
- ゴルコンダダービー - Deccan Star（1984年）

### オーストラリア
- メルボルンカップ - Vintage Crop（1993年）